# تشاه ريسة (عليا أردستان)
تشاه ریسة (بالفارسية: چاه ریسه) هي قرية تقع في إيران في قسم علیا الريفي. يقدر عدد سكانها بـ 46 نسمة بحسب إحصاء 2016.